# Melanohalea lobulata
Melanohalea lobulata är en lavart som beskrevs av F. G. Meng & H. Y. Wang. Melanohalea lobulata ingår i släktet Melanohalea och familjen Parmeliaceae.   Inga underarter finns listade i Catalogue of Life.